# Новомихайловка (Крым)
Новомиха́йловка (укр. Новомихайлівка, крымскотат. Novomihaylovka, Новомихайловка) — исчезнувшее село в Сакском районе Республики Крым (согласно административно-территориальному делению Украины — Автономной Республики Крым), располагавшийся на северо-востоке района, в степной зоне Крыма, примерно в 1,5 км севернее современного села Низинное.

## История
Поселение Ново-Михайловка (она же Кадыр-Балы), судя по доступным источникам, было основано крымскими немцами в конце XIX века, поскольку впервые, как хутор Михайловка, встречается на верстовой карте 1890 года. Упоминается уже Ново-Михайловка в «Памятной книжке Таврической губернии на 1914 год» на 1914 год, согласно которой в селении действовала лютеранская школа грамотности. По Статистическому справочнику Таврической губернии. Ч.II-я. Статистический очерк, выпуск пятый Евпаторийский уезд, 1915 год, в деревне Ново-Михайловка (она же Кадыр-Балы) Камбарской волости Евпаторийского уезда числилось 7 дворов (1 двор с землёй, 6 — безземельные) с немецким населением без приписных жителей, но с 33 — «посторонними», из которых 16 мужчин и 17 женщин. Жители владели 1226 десятинами удобной земли. В хозяйствах имелось 49 лошадей, 80 волов, 17 коров и 35 голов мелкого скота.
После установления в Крыму Советской власти, по постановлению Крымревкома от 8 января 1921 года была упразднена волостная система и село включили в состав вновь созданного Сарабузского района Симферопольского уезда, а в 1922 году уезды получили название округов. 11 октября 1923 года, согласно постановлению ВЦИК, в административное деление Крымской АССР были внесены изменения, в результате которых был ликвидирован Сарабузский район и образован Симферопольский и село включили в его состав. Согласно Списку населённых пунктов Крымской АССР по Всесоюзной переписи 17 декабря 1926 года, в селе Ново-Михайловка, центре Ново-Михайловского сельсовета Симферопольского района, числилось 25 дворов, из них 23 крестьянских, население составляло 127 человек, из них 111 немцев, 9 русских, 4 украинцев, 1 грек, 2 записаны в графе «прочие», действовала немецкая школа. Постановлением президиума КрымЦИК от 26 января 1935 года «Об образовании новой административной территориальной сети Крымской АССР» был создан Сакский район и село передали в его состав, видимо, тогда же был упразднён сельсовет, поскольку к 1940 году он уже не значился. Вскоре после начала Великой Отечественной войны, 18 августа 1941 года, крымские немцы были выселены, сначала в Ставропольский край, а затем в Сибирь и северный Казахстан. 12—13 апреля 1944 года у села произошёл бой группы воинов 530-го истребительно-противотанкового полка фронтового подчинения, 831-го артиллерийского полка 279 стрелковой дивизии 51-й армии и 467-го артиллерийского полка, в результате которого погибли или были расстреляны фашистами 18 советских воинов. Павшиз похоронили здесь же в братской могиле. В 1960 году на могиле установили ступенчатый обелиск из оштукатуренного камня-ракушечника с бетонной мемориальной доской. Постановлением Совета министров Республики Крым № 627 от 20 декабря 2016 года братская могила объявлена памятником истории регионального значения.
После освобождения Крыма от фашистов, 12 августа 1944 года было принято постановление № ГОКО-6372с «О переселении колхозников в районы Крыма», по которому в район из Курской и Тамбовской областей РСФСР в район переселялись 8100 колхозников, а в начале 1950-х годов последовала вторая волна переселенцев из различных областей Украины. С 25 июня 1946 года Новомихайловка в составе Крымской области РСФСР, а 26 апреля 1954 года Крымская область была передана из состава РСФСР в состав УССР. Время включения в состав Симферопольского района пока не установлено: на 15 июня 1960 года село числилось в его составе в Крымском сельсовете (созданном 13 апреля 1960 года). Указом Президиума Верховного Совета УССР «Об укрупнении сельских районов Крымской области», от 30 декабря 1962 года Симферопольский район был упразднён и Новомихайловку присоединили к Евпаторийскому району. 1 января 1965 года, указом Президиума ВС УССР «О внесении изменений в административное районирование УССР — по Крымской области», упразднён Евпаторийский район и село включили в состав Сакского.
Ликвидирована в период с 1968 года, когда село ещё числилось в списках по 1977 год, когда Новомихайловка уже значилась в списках упразднённых.